# Trigonopedia oligotricha
Trigonopedia oligotricha är en biart som beskrevs av Jesus Santiago Moure 1941. Trigonopedia oligotricha ingår i släktet Trigonopedia och familjen långtungebin. Inga underarter finns listade i Catalogue of Life.